# Estación Plaza de Cayzedo
Plaza de Cayzedo es una de las estaciones del Sistema Integrado de Transporte MIO, en la ciudad de Cali, inaugurado en el año 2008.

## Ubicación
Se ubica en la calle 13 con carrera 4. Su nombre proviene de la Plaza de Cayzedo que se encuentra cerca.

## Características
La estación tiene un acceso peatonal sobre la carrera 4. Cuenta con un vagón unidireccional, debido a que está construida sobre una vía con carril solo bus en un solo sentido (norte - sur). Esto también pasa con las demás estaciones del centro ubicadas sobre las calles 13 y 15.

## Servicios de estación

### Rutas expresas
| Ruta | Estación Origen             | Estación Destino            | Sentido (N/S) |
| ---- | --------------------------- | --------------------------- | ------------- |
| E21  | Terminal Menga Av 3N Cl 70N | Universidades Cra 100 Cl 16 | Norte - sur   |

### Rutas pretroncales
| Ruta | Origen                             | Trayecto                        | Destino           |
| ---- | ---------------------------------- | ------------------------------- | ----------------- |
| P24B | Terminal Andrés Sanín Cl 75 Cra 19 | Cra 8 - Cl 44 - Av 6N - Centro  | C.A.M.            |
| P27D | Terminal Menga Av 3N Cl 70N        | Av 6N - Centro - Av. Roosevelt  | Capri Cl 5 Cra 78 |
| P52D | Terminal de Transportes            | Av 3N - Centro - Cl 27 - Cra 46 | Ciudad Córdoba    |

### Rutas circulares
| Ruta | Origen                      | Trayecto                                     | Destino                     |
| ---- | --------------------------- | -------------------------------------------- | --------------------------- |
| C302 | Terminal Menga Av 3N Cl 70N | Cl 70 - Cr 1 - Av. Américas - Centro - Av 6N | Terminal Menga Av 3N Cl 70N |